# Mennonitische Brüdergemeinden
Die Mennonitischen Brüdergemeinden (englisch Mennonite Brethren) sind Gemeinden und Gemeindeverbände innerhalb der mennonitischen Konfessionsfamilie, die pietistisch und baptistisch beeinflusst sind.

## Geschichte
Die ersten Mennonitischen Brüdergemeinden entstanden 1860 als Reformbewegung unter den in der Ukraine und Russland siedelnden russlanddeutschen Mennoniten. Eine große Rolle spielte hierbei der aus Württemberg stammende Pietist Eduard Wüst. Auch die Herrnhuter und die Baptisten haben die Entstehung der Mennonitischen Brüdergemeinden theologisch mit beeinflusst.
Entscheidend für die Entstehung der Mennonitischen Brüdergemeinden war die Kritik am starren formalisierten Gemeindeleben der russlanddeutschen Mennoniten. Dies geschah nicht zuletzt vor dem Eindruck der Predigten von Eduard Wüst, der Mitte des 19. Jahrhunderts als Prediger die deutschen Kolonien in der Ukraine bereiste. Bereits im Dezember 1859 kam eine Gruppe Mennoniten zusammen, um das Abendmahl ohne Beisein eines Kirchenvorstandes zu feiern. In der Folge erklärten im Januar 1860 in Elisabethtal in der Kolonie Molotschna achtzehn Mennoniten ihren Austritt aus der Gemeinde und gründeten eine selbstständige Gemeinde. Später gründeten sich auch an anderen Orten wie z. B. im südrussischen Kotschubejewskoje Gemeinden. In ihrer Kritik am  formalisierten Gemeindeleben glichen die frühen Mennonitischen Brüdergemeinden der bereits 1812 von Klaas Reimer begründetene Gemeindebewegung der Kleinen Gemeinde.
Von großer Bedeutung in dieser Phase waren die Verbindungen zu den deutschen Baptisten, unter anderem zu Johann Gerhard Oncken, mit dem sie einen intensiven Schriftwechsel führten und der sie auch auf seiner ausgedehnten Südrusslandreise 1879 besuchte. Zu den „fruchtbarsten Kontakten“ gehörten jedoch die Besuche des baptistischen Pioniers August Liebig in Einlage (Kitschkas, Kolonie Chortitza): „Man kann sagen, dass nach seinem Besuch eine neue Entwicklungsperiode in der Geschichte der Einlager Brüdergemeinde begann, die dann ihre Auswirkung auf die gesamte Mennoniten-Brüder-Gemeinde hatte“. Von den Baptisten übernahmen sie eine Reihe von Gemeindeordnungen und die Immersionstaufe (Taufe durch das Untertauchen). Auch sprachen sie sich – wie auch Pietisten und Baptisten – untereinander mit Bruder und Schwester an. Später war es das Hamburger Predigerseminar, das eine wesentliche Rolle in der Ausbildung von Lehrern, Predigern und Missionaren der Mennoniten-Brüdergemeinden spielte. Bis 1914 absolvierten mehr als 20 Studierende aus dem Kreis der MBG die baptistische Ausbildungsstätte. Entscheidende Impulse gingen jedoch auch von der pietistisch geprägten Ausbildungsstätte Chrischona und den Schriften Ludwig Hofackers aus.
Die Mennonitischen Brüder verstanden den Bruch mit den übrigen Mennonitengemeinden selbst als Rückkehr zu den Prinzipien der reformatorischen Täufer. In ihren Predigten spielten Buße und Bekehrung des Einzelnen eine wesentliche Rolle. Entsprechend wurde auch die Kirchenzucht stärker betont. Die Vorsteher der übrigen Mennonitengemeinden reagierten zu Beginn mit Ausschlüssen auf die neue Gemeindebewegung. Doch 1864 wurden die Mennonitischen Brüdergemeinden schließlich von der russischen Regierung formell als eine zweite mennonitische Gemeindebewegung anerkannt. Im Mai 1872 fand erstmals eine überregionale Bundeskonferenz statt, die von da an bis zum Ersten Weltkrieg jährlich zusammenkam. Das erste Glaubensbekenntnis der Mennonitischen Brüdergemeinden wurde 1873 beschlossen, lag jedoch erst 1876 in gedruckter Form vor. Nach der Mennonitischen Auswanderung nach Nordamerika entstanden auch dort größere Gemeinden und Gemeindeverbände.
Die Entstehung der Mennonitischen Brüdergemeinden ist eingebettet in einen Kontext größerer gesellschaftlicher Veränderungen in der Mitte des 19. Jahrhunderts wie zum Beispiel der Aufhebung der Leibeigenschaft durch  Zar Alexander II. im Jahr 1861.

## Verbreitung und Organisation

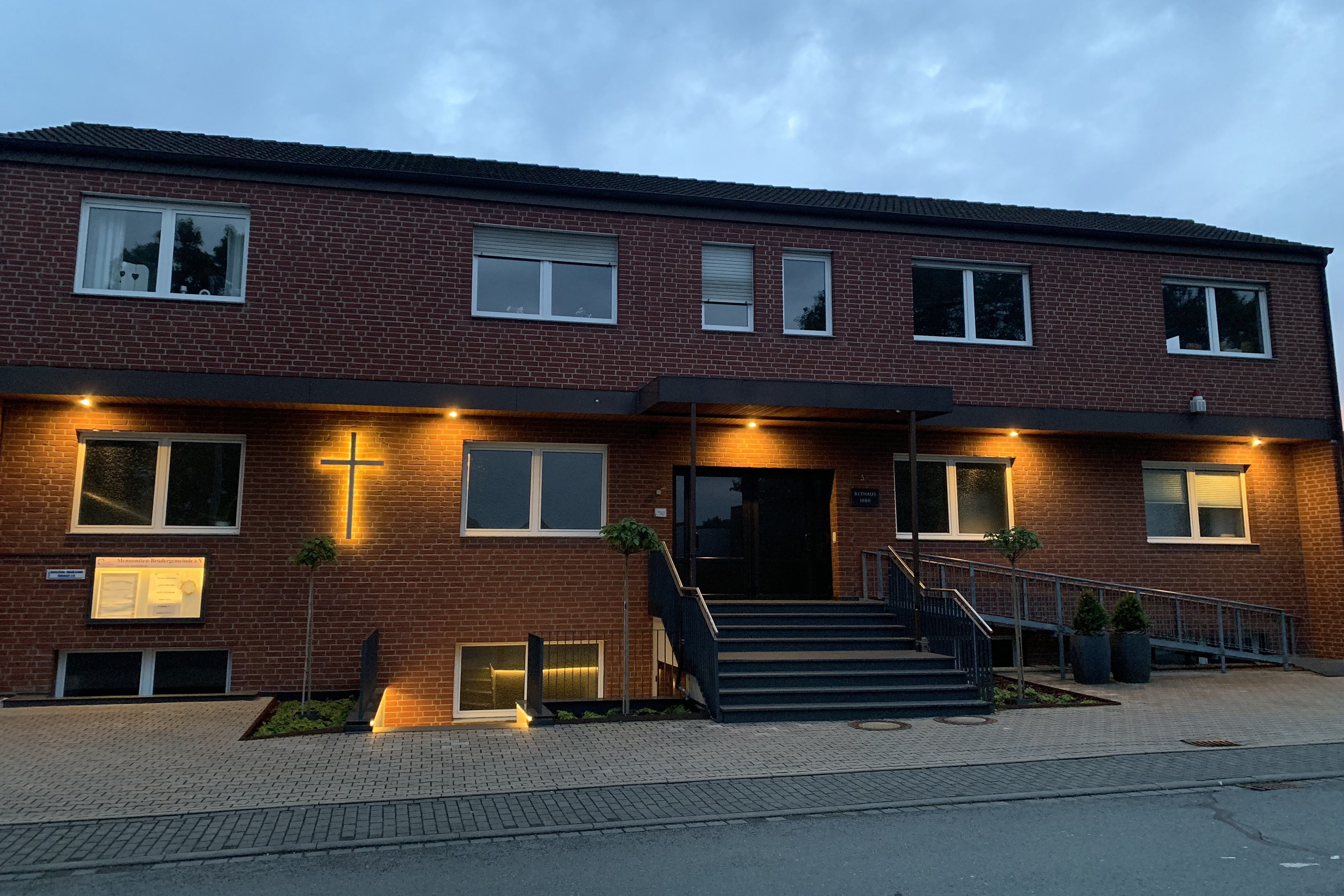
Eine Gemeinde mit drei Standorten: Die Mennoniten-Brüdergemeinde Bielefeld, hier das Gemeindehaus in Heepen …

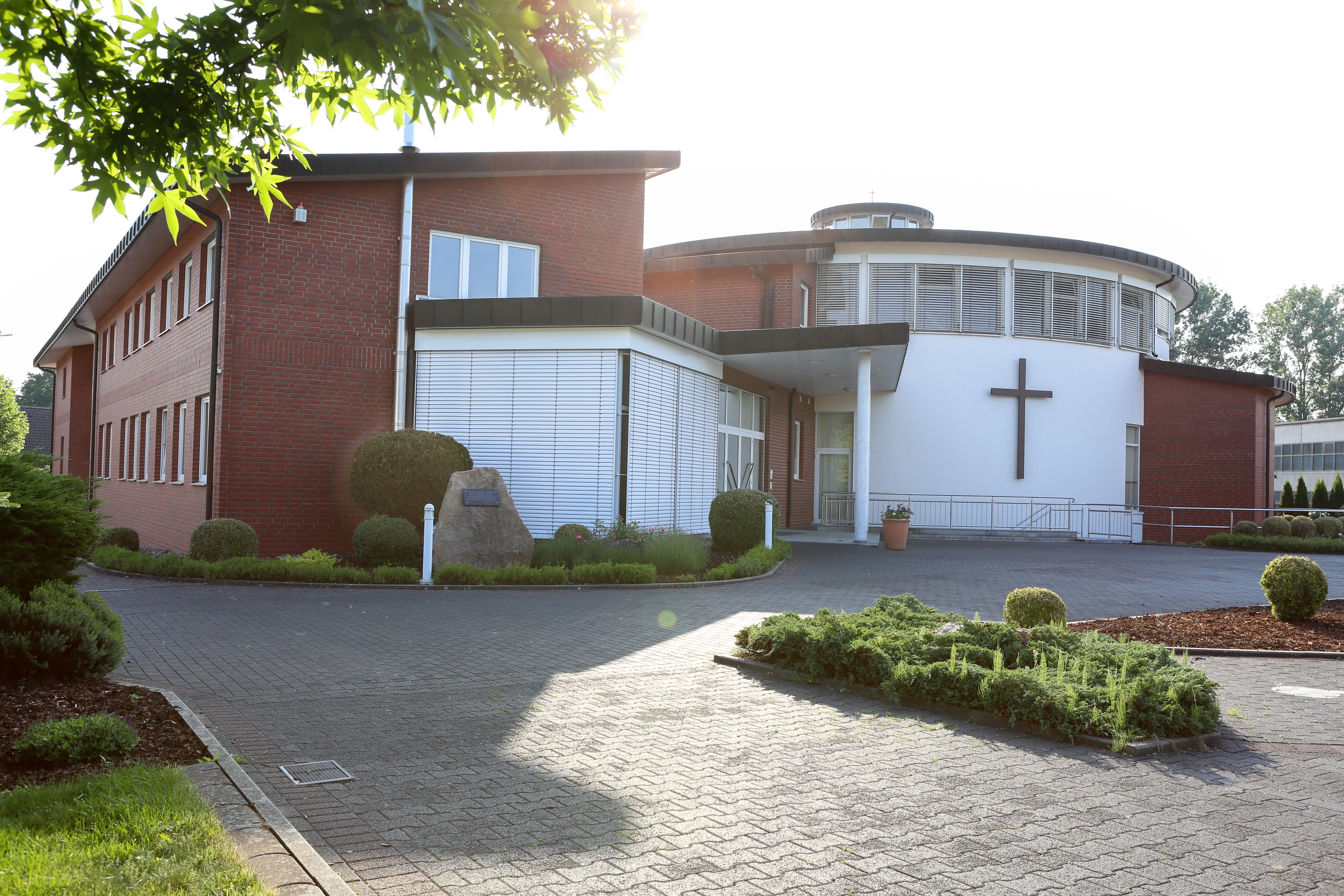
… hier der Standort Oldentrup …

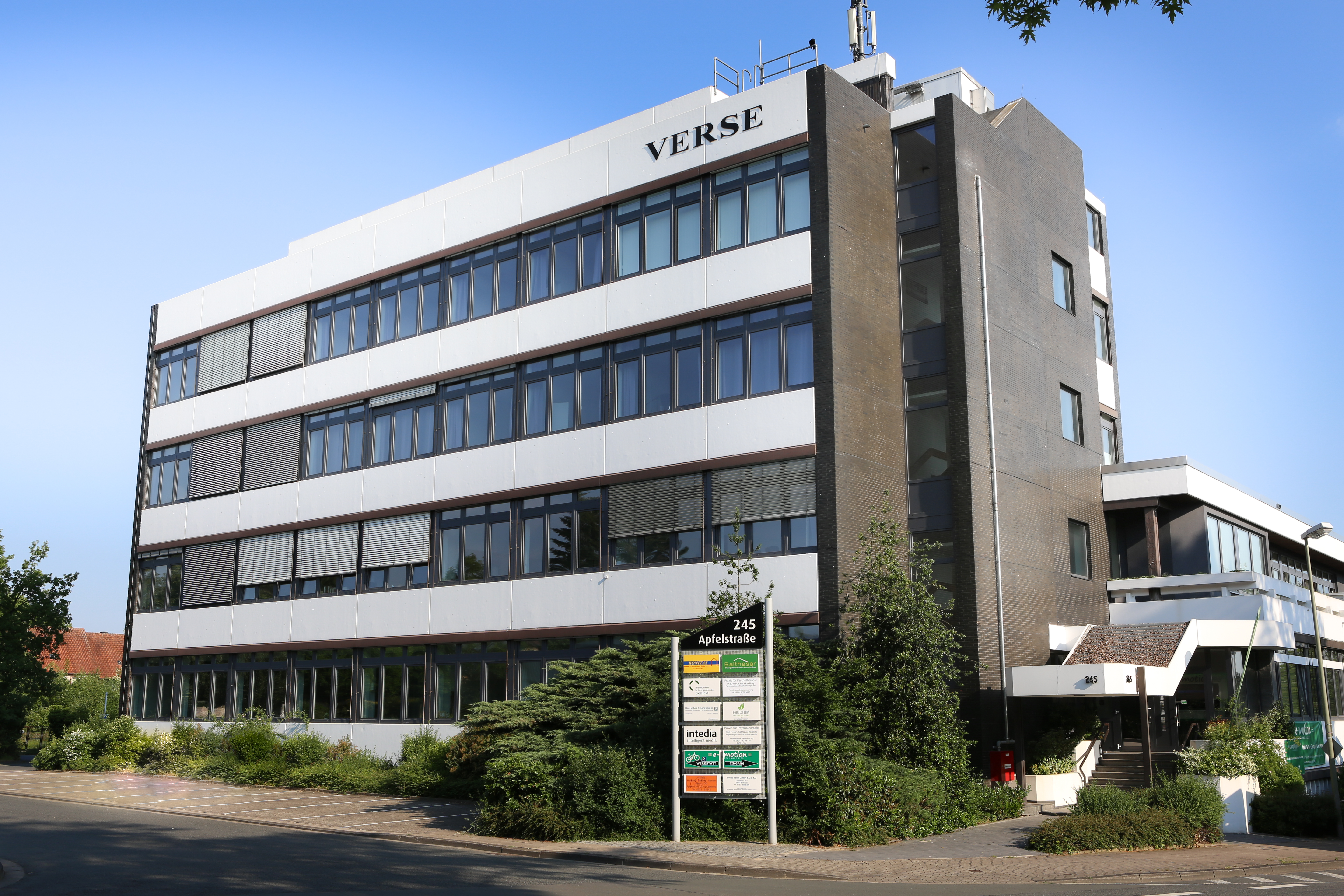
… und der Standort Schildesche – ein Gebäude, in dem sich Räume dieser Gemeinde befinden.

Inzwischen finden sich in etwa 20 Ländern Mennonitische Brüdergemeinden. Weltweit wird die Gesamtzahl ihrer Mitglieder auf etwa 300.000 geschätzt. Viele von ihnen sind im International Committee of Mennonite Brethren (ICOMB), das sich 1990 am Rande der Mennonitischen Weltkonferenz im kanadischen Winnipeg etablierte, vernetzt.
In Deutschland haben sich die Gemeinden unter anderem in der Arbeitsgemeinschaft Mennonitischer Brüdergemeinden in Deutschland (AMBD) und im Verband der mennonitischen Brüdergemeinden in Bayern (VMBB) zusammengeschlossen. Russlanddeutsch geprägte Gemeinden finden sich im Bund evangelischer Freikirchen (Taufgesinnte Gemeinden) (BeF Taufgesinnte). In Österreich ist die Mennonitische Freikirche Österreich (MFÖ) den Mennonitischen Brüdergemeinden zuzurechnen. Die AMBD, der BeF und die MFÖ sind auf internationaler Ebene entsprechend Mitglied des ICOMB. Auch etwa ein knappes Drittel der Gemeinden der Bruderschaft der Christengemeinden in Deutschland (BCD) verstehen sich als Mennonitische Brüdergemeinden. Daneben gibt es auch autonome Gemeinden außerhalb von Kirchen/Gemeindeverbänden.

## Prinzipien
Mennonitischen Brüdergemeinden teilen mit anderen Mennoniten Glaubensprinzipien wie die Gläubigentaufe, die Ablehnung des Eids, die Gewaltfreiheit, die Autonomie der Gemeinde (= Ortsgemeindenverständnis) und das Priestertum aller Gläubigen. Entscheidend für den Glauben des Einzelnen ist die Bibel und besonders die Bergpredigt. Mennonitische Brüdergemeinden betonen wie andere Pietisten jedoch stärker den individuellen bzw. subjektiven Zugang zum Glauben und die Rolle von Laien. Eine große Rolle spielen private Andachten oder Hauskreise. Als Taufform praktizieren mennonitische Brüdergemeinden nahezu ausschließlich die Taufe durch Untertauchen (Immersion).

## Verhältnis zukirchlichen Mennoniten
Im Rahmen der Jubiläums-Feierlichkeiten zum 150-jährigen Bestehen der Mennoniten-Brüdergemeinden am 26. Mai 2010 gab es von einigen in Verbänden zusammengeschlossenen Mennoniten-Brüdergemeinden ein „Statement zur Aussöhnung“ gegenüber den kirchlichen Mennoniten. Darin wird für „geistliche Überheblichkeit“ um Vergebung gebeten und der „Stolz und die Lieblosigkeit“ bedauert, „die in unbrüderlichem Ablehnen von Geschwistern, in verletzender Verweigerung der Gemeinschaft und in verachtender Haltung anderen Mennonitengemeinden gegenüber zum Ausdruck kamen“. Gemeinsam wollen sie „offen sein für klärende Gespräche und mögliche Zusammenarbeit“. Das Statement wurde verlesen im Namen der AMBD, des BTG und der VMBB.